# Matthew Archibald
Matthew "Matt" Archibald (Hamilton, 20 mei 1986) is een Nieuw-Zeelands baanwielrenner. In 2015 behaalde hij een bronzen medaille op het tijdritonderdeel tijdens het wereldkampioenschap.

## Palmares
| Jaar | N-ZK                       | OK                         | WK  | Overig                        |
| ---- | -------------------------- | -------------------------- | --- | ----------------------------- |
| 2009 |                            | Sprint                     |     |                               |
| 2012 |                            | Teamsprint                 |     |                               |
| 2013 | Sprint, Teamsprint, Keirin | Teamsprint, Keirin, Sprint |     | WB Aguascalientes: Teamsprint |
| 2014 |                            | 1km, Teamsprint            |     | Trexlertown: Sprint           |
| 2015 | 1km, Sprint                |                            | 1km | Trexlertown: Sprint           |
| 2016 |                            |                            |     |                               |